# Camptostemon philippinense
Camptostemon philippinense är en malvaväxtart som först beskrevs av António José Rodrigo Vidal, och fick sitt nu gällande namn av Odoardo Beccari. Camptostemon philippinense ingår i släktet Camptostemon och familjen malvaväxter. Inga underarter finns listade i Catalogue of Life.